# Kościuszków (powiat radomski)
Kościuszków – wieś w Polsce położona w województwie mazowieckim, w powiecie radomskim, w gminie Pionki.
Wieś wchodzi w skład sołectwa Tadeuszów.
W latach 1945–1975 miejscowość administracyjnie należała do województwa kieleckiego, natomiast w latach 1975–1998 do województwa radomskiego.
Wierni Kościoła rzymskokatolickiego należą do parafii św. Andrzeja Boboli w Słupicy.